# Kloster Stetten

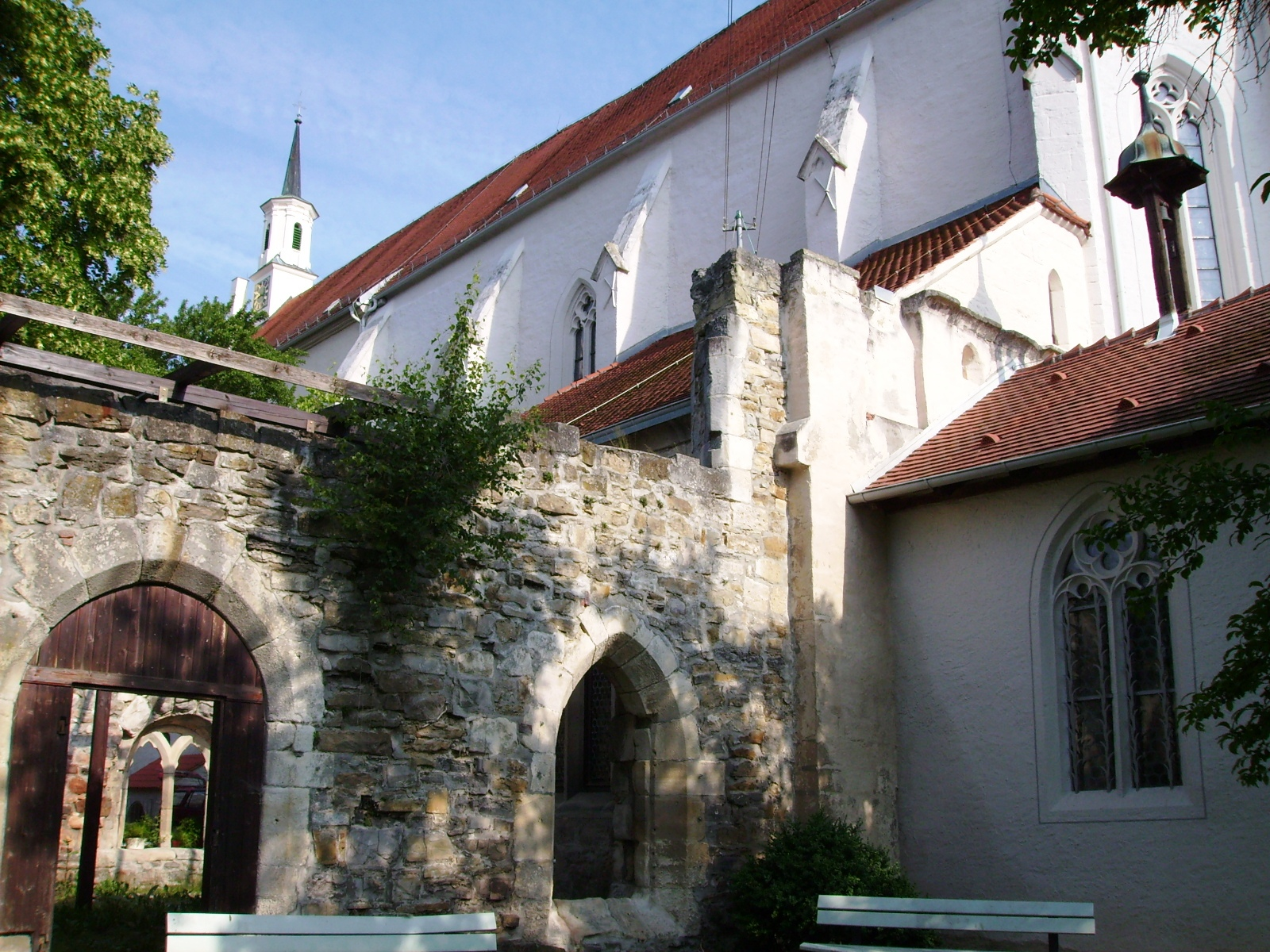
Klosterkirche Stetten mit ruinösen Resten des übrigen Klosters

Das ehemalige Kloster Stetten im Gnadental befindet sich in Stetten, einem Teilort von Hechingen im Zollernalbkreis (Baden-Württemberg). Gegründet wurde es als Augustinerinnenkloster, bereits im Jahr 1278 wurde es aber den Dominikanerinnen unterstellt. Es war im Mittelalter die Erbgrablege der Grafen von Zollern.

## Baugeschichte

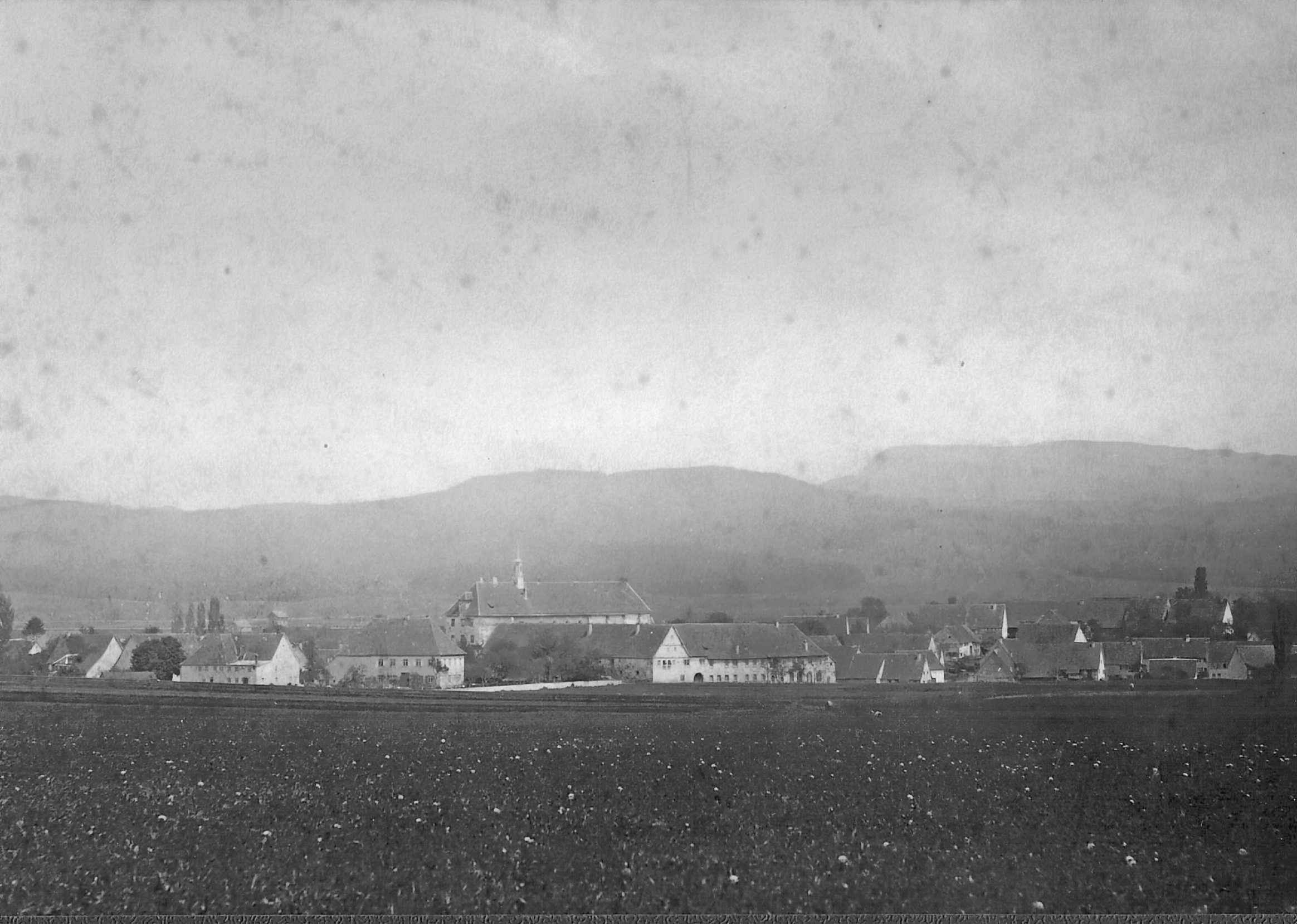
Kloster Stetten (vor 1898)

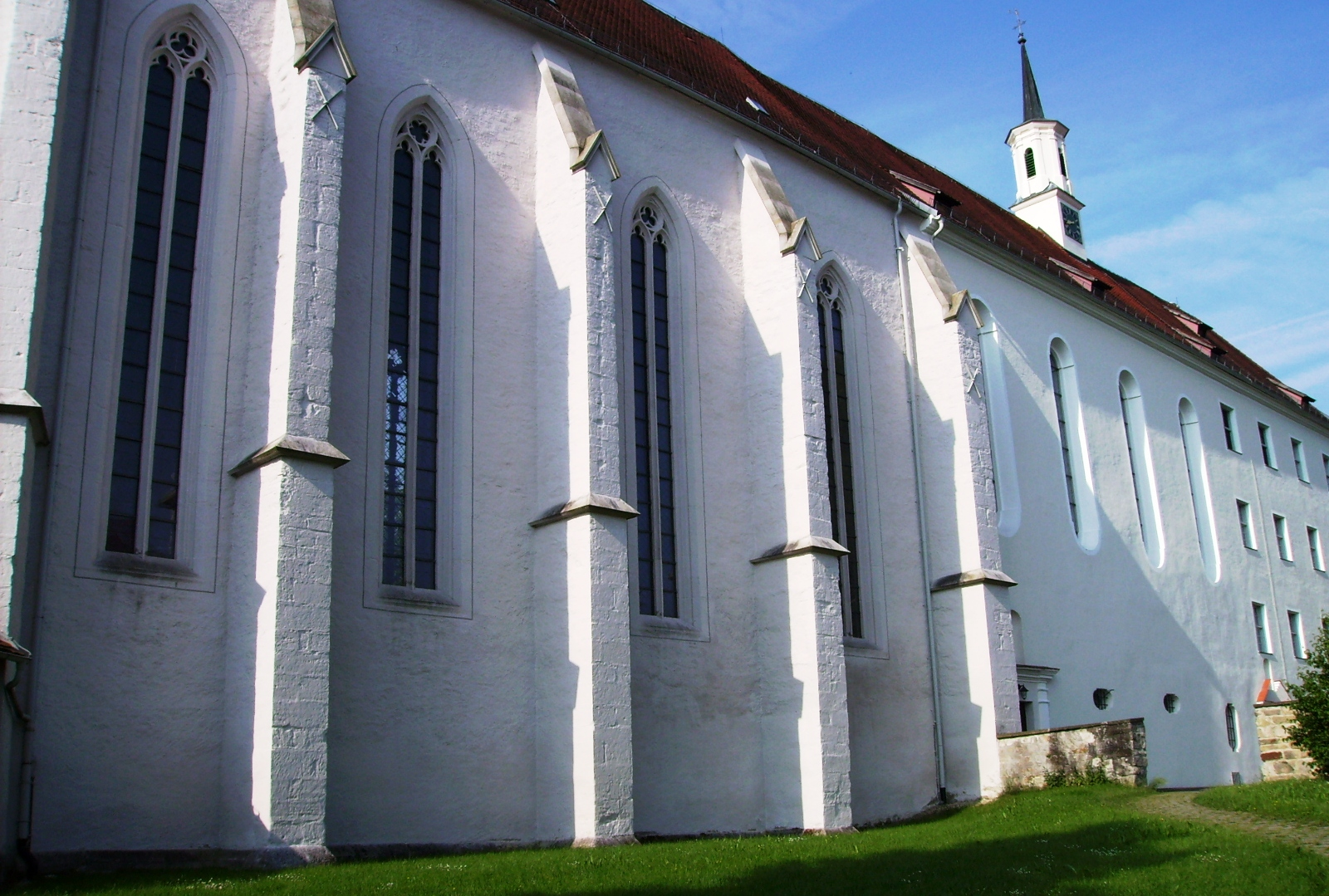
Schlicht und eindrucksvoll: die Bettelordenarchitektur

Das am Reichenbach angelegte Kloster wurde erstmals in einer Urkunde vom 1. April 1261 erwähnt, mit der Papst Alexander IV. die bereits früher den ansässigen Augustinerinnen erteilten Privilegien bestätigte. 1267 erhob Graf Friedrich der Erlauchte von Zollern das Kloster zur Erbgrablege der Zollern. 1278 wurde es dem Dominikanerorden unterstellt, der um 1280 die Klosterkirche St. Johannes Baptista als Bauwerk der Frühgotik errichtete.
Wo immer der Bettelorden baute, mussten die Kirchen und Klöster schlicht und doch eindrucksvoll sein. Die Klosterkirche ist ein Bauwerk aus der Frühgotik. Das Kloster hatte im 14. Jahrhundert eine Blütezeit, nachdem es durch viele Schenkungen zu Wohlstand gekommen war. Den Grafen von Zollern diente es vom 13. Jahrhundert bis zum 15. Jahrhundert als Grabstätte.
1802 wurde das Kloster im Zuge der Säkularisation aufgehoben und den Fürsten von Hohenzollern-Hechingen zugeteilt. Die Klosterfrauen erhielten das Absterberecht, sie konnten bis zu ihrem Tode bleiben. Gundi Salva Utz, die letzte Dominikanerin in Stetten, hielt sich noch 65 Jahre allein in den Klostermauern auf. Sie baute Kräuter im Klostergarten an und stellte Kräuterschnäpse her, um ihren Lebensunterhalt zu sichern. Im Alter von 90 Jahren starb sie 1867. Die Konventsbauten wurden dann zeitweise als Kaserne für das Leichte Hohenzollerische Hausbataillon  benutzt.
Ab 1869 nahmen für die Dauer von sechs Jahren die Franziskaner das Kloster in Besitz. Anschließend wurde es als Schuhfabrik genutzt, bis das Bauwerk 1898 Opfer eines Großbrandes wurde. Vom Ostflügel sind nur noch wenige Mauerreste vorhanden, dagegen blieb der Nordtrakt des Klosters mit der Kirche von den Flammen verschont.

## Klosterkirche

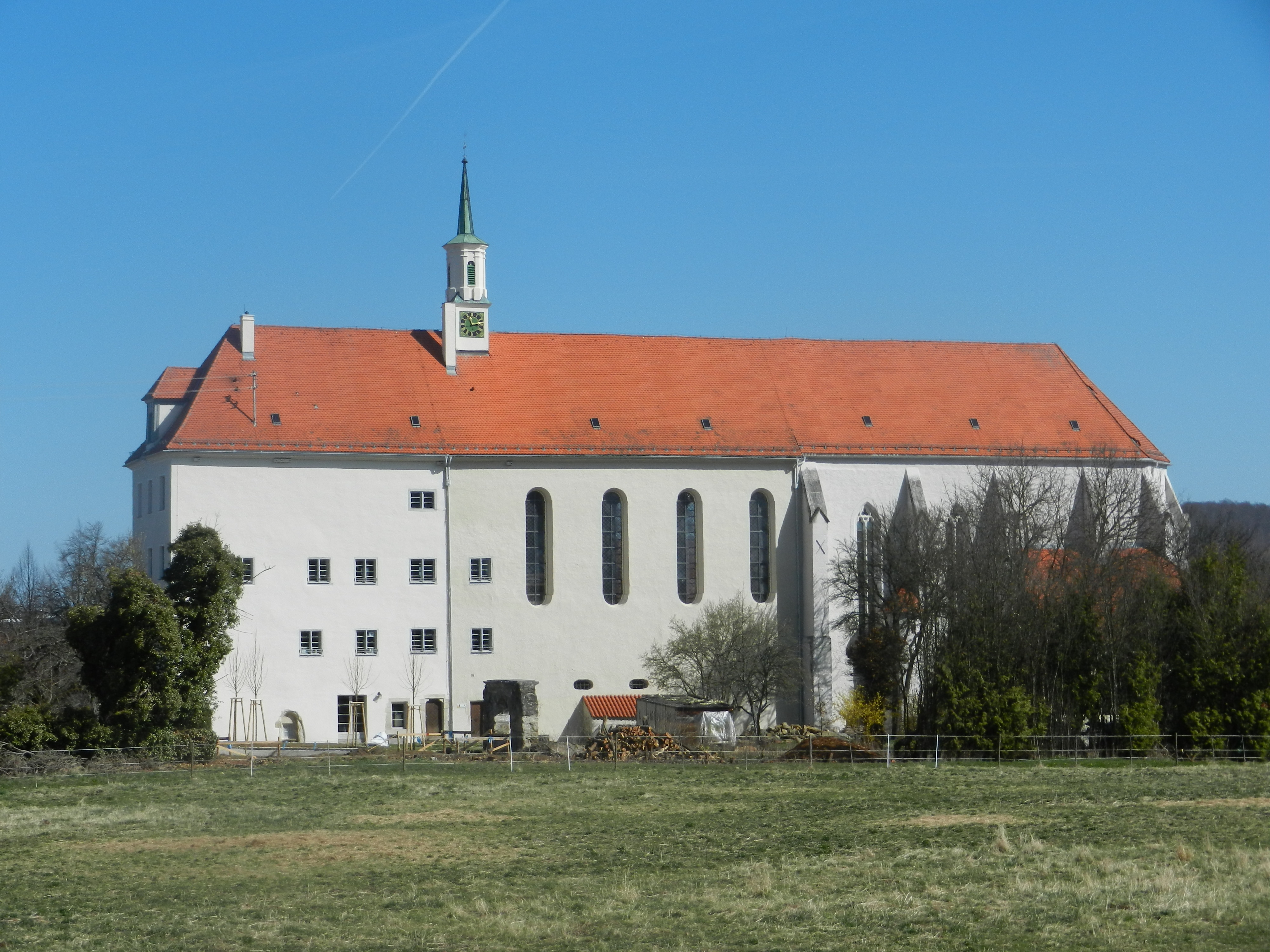
Südansicht der Klosterkirche und des Nordtrakts

### Gestaltung
Die einschiffige Kirche ist mit einem polygonalen Chor abgeschlossen. Er hat schlanke Maßwerkfenster, über ihm spannt sich ein Kreuzrippengewölbe mit drei Jochen. Der Chor nimmt über die Hälfte des Kirchengrundrisses ein. Seit seiner Entstehung um 1290 ist er außen und innen unverändert. Für die frühgotische Bettelordenarchitektur ist er ein typisches Beispiel, weil weitgehend auf schmückende Beigaben verzichtet wurde.
Das Kirchenschiff mit der Nonnenempore wurde im 18. Jahrhundert im Barockstil umgebaut. Südlich schließt sich die Johanneskapelle an den Chor an, die heute als Sakristei verwendet wird. Sie entstand in der Mitte des 13. Jahrhunderts. Die reichhaltigen Stuckdekorationen im Innern der kleinen Kapelle im Stil der Renaissance aus der Zeit um 1600 erinnern an die Klosterkirche St. Luzen in Hechingen.

### Ausstattung

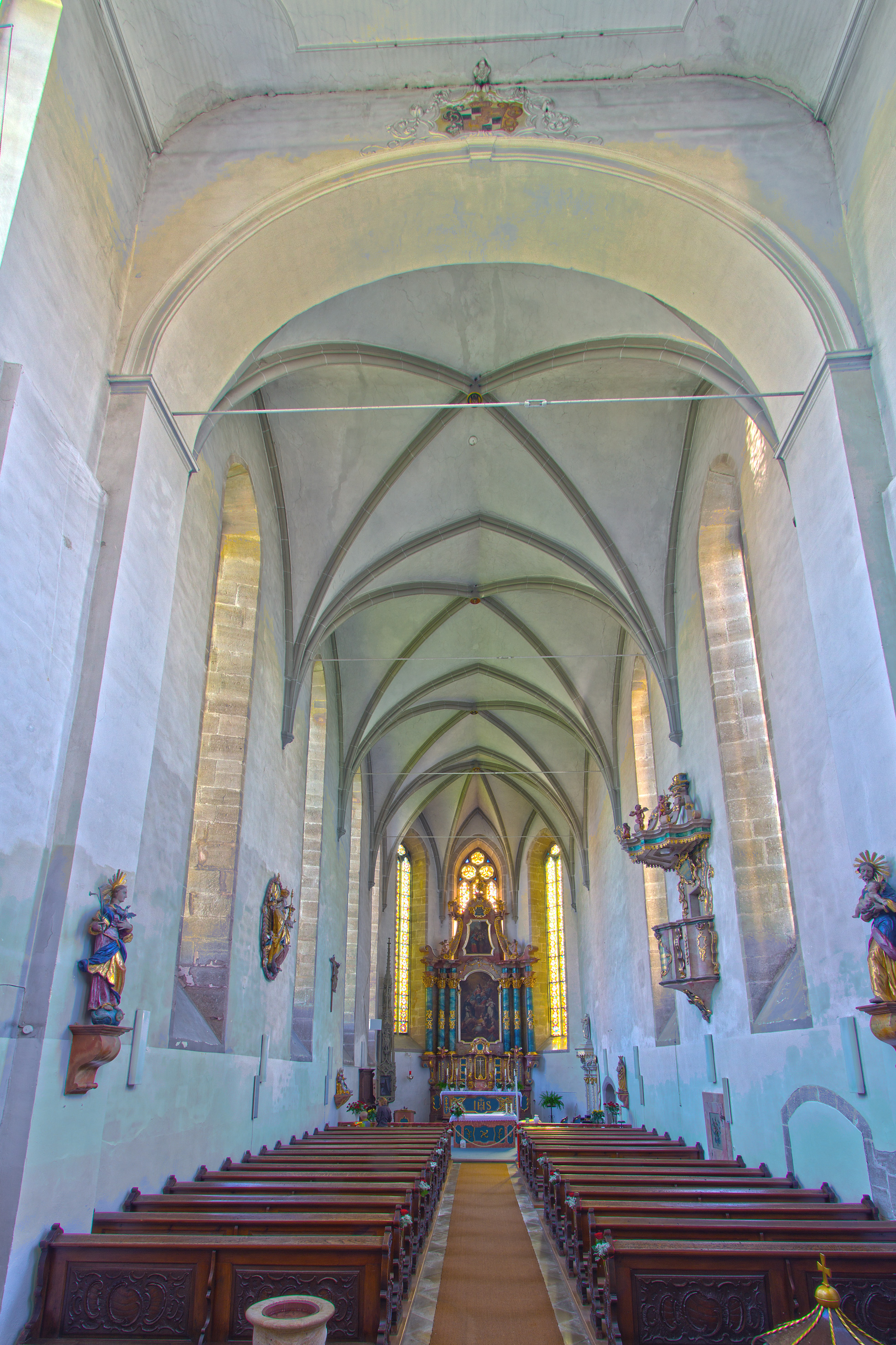
Schiff und Chor

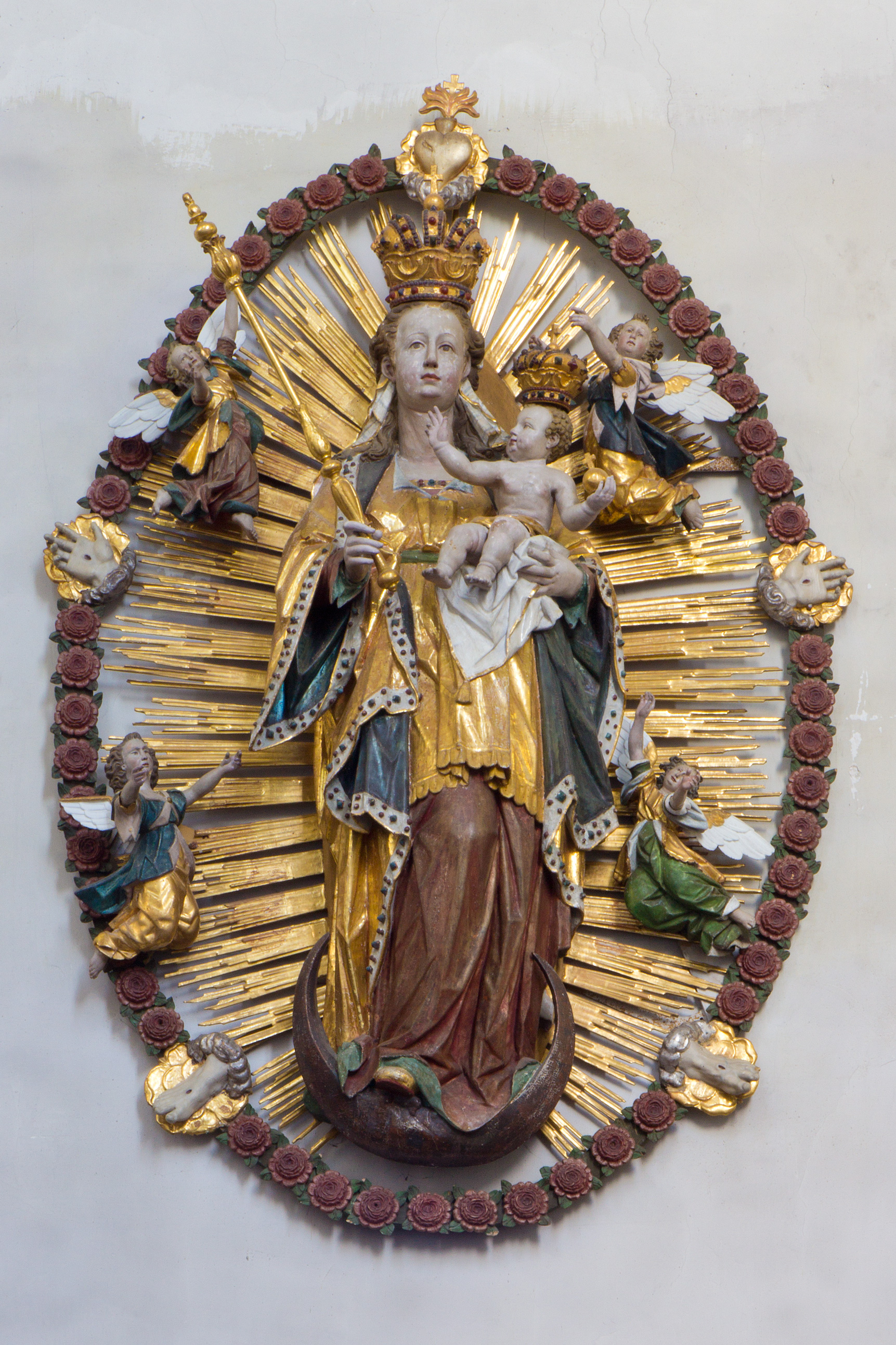
Stettener Gnadenbild mit Rosenkranz

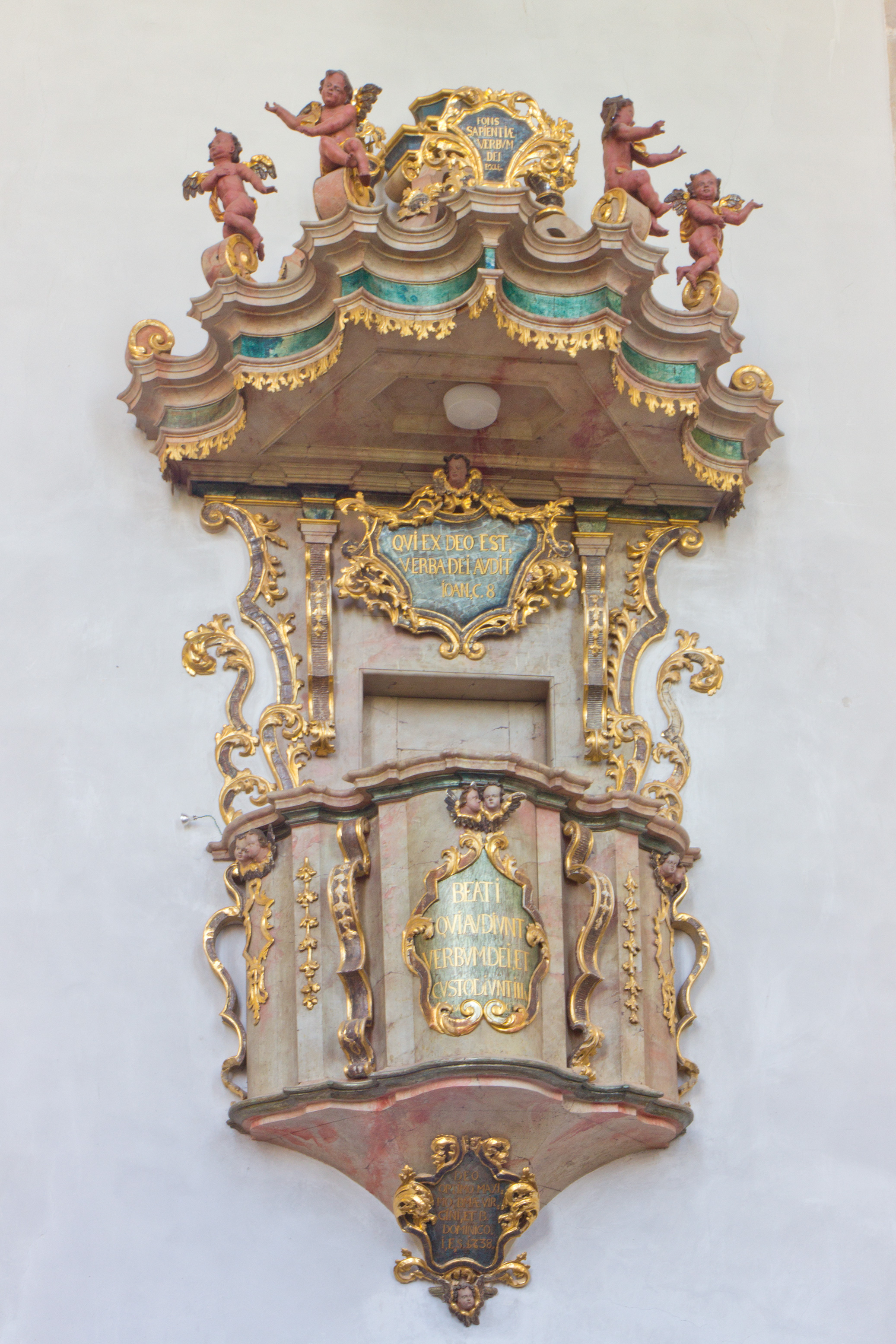
Die barocke Kanzel

An der Nordwand des Chores befindet sich ein neun Meter hohes Sakramentshäuschen. Es ist reich verziert und entstand zum Ende des 15. Jahrhunderts. Als Skulpturen stehen am vorderen Eckpfeiler der heilige Georg, im zweiten Stockwerk Christophorus und Johannes der Täufer, im dritten Stockwerk der heilige Sebastian zwischen zwei Kriegsknechten.
Die barocke Kanzel aus dem Jahr 1738 trägt die Inschrift: „Beati, qui audiunt verbum Dei et custodiunt illud“ (selig sind, die Gottes Wort hören und befolgen, Lk 11,28 ). Das Gemeindegestühl mit Band- und Muschelwerk wurde um 1750 kunstvoll geschnitzt.
Das Stettener Gnadenbild ist eine qualitätvolle Arbeit des Hechinger Holzschnitzers Zachäus Taubenschmid um 1610 und zeigt Maria und das Jesuskind in einer Strahlenmandorla, der Rosenkranz wurde erst später hinzugefügt. Beachtenswert sind außerdem eine Pietà an der Nordwand und eine spätgotische Madonna auf einer Mondsichel, beide Skulpturen sind wohl Ende des 15. Jahrhunderts entstanden.
Drei Glasfenster aus dem späten 13. Jahrhundert zeigten Szenen aus dem Alten und Neuen Testament. Sie wurden im 19. Jahrhundert ausgebaut und in die Michaels-Kapelle auf der Burg Hohenzollern eingesetzt.
Die Orgel hat 13 Register. Der Prospekt stammt aus dem frühen 18. Jahrhundert.